# José Mario Váldez
José Mario Váldez (ur. 19 marca 1931) – salwadorski strzelec, olimpijczyk. 
Brał udział w Letnich Igrzyskach Olimpijskich 1972. Startował w konkurencji karabinu małokalibrowego leżąc z odległości 50 m, w której zajął 98. miejsce (na 101 startujących strzelców). 

## Wyniki olimpijskie
| Igrzyska | Konkurencja                       | Wynik                           | Miejsce | Źródło |
| -------- | --------------------------------- | ------------------------------- | ------- | ------ |
| IO 1972  | Karabin małokalibrowy leżąc, 50 m | 569 punktów (94-94-96-96-93-96) | 98      | [ 1 ]  |